# Liste der Monuments historiques in Mouilly
Die Liste der Monuments historiques in Mouilly führt die Monuments historiques in der französischen Gemeinde Mouilly auf.

## Liste der Objekte
| Bezeichnung                          | Beschreibung                                       | Standort                      | Kennzeichnung | Schutzstatus | Datum | Bild |
| ------------------------------------ | -------------------------------------------------- | ----------------------------- | ------------- | ------------ | ----- | ---- |
| Skulptur Heiliger Genesius von Arles | Holz, farbig gefasst, 18. Jahrhundert              | in der Kirche St-Genès (Lage) | PM55002125    | Inscrit      | 1985  |      |
| Ziborium                             | Silber, vergoldet, 17. und 19. Jahrhundert         | in der Kirche St-Genès (Lage) | PM55002127    | Inscrit      | 1998  |      |
| Sechs Altarleuchter                  | Messing, 19. Jahrhundert                           | in der Kirche St-Genès (Lage) | PM55002126    | Inscrit      | 1985  |      |
| Gemälde Madonna mit Kind             | Ölfarbe auf Leinwand, Holzrahmen, 17. Jahrhundert; | in der Kirche St-Genès (Lage) | PM55000438    | Classé       | 1984  |      |